# Andrew Waterworth
Andrew Waterworth (Crossgar, 11 aprile 1986) è un ex calciatore nordirlandese, di ruolo attaccante.

## Carriera
Cresciuto nel settore giovanile del Kilmore Recreation prima e del Glentoran poi, ha debuttato nel 2004 in prima squadra con l'Ards, rimanendovi per un paio d'anni, durante i quali ha anche avuto un breve prestito al Kilmore Recreation.
Nel 2006 il manager Paul Kirk lo ha portato al Lisburn Distillery. Nel corso della sua permanenza biennale ai whites, ha indossato anche la maglia della Nazionale nordirlandese Under-21.
Waterworth è stato acquistato dagli scozzesi dell'Hamilton Academical, che nel gennaio 2008 lo hanno pagato 20.000 sterline. Con il nuovo club ha debuttato a febbraio, contro l'Aberdeen in Scottish Cup, mentre il primo gol è arrivato ad aprile contro il Dundee. A fine stagione lascerà la Scozia.
È poi tornato in Irlanda del Nord, accasandosi questa volta al Glentoran (dove già aveva giocato a livello giovanile). Al termine del campionato 2010-2011 ha firmato un rinnovo contrattuale di altri due anni. All'inizio della stagione seguente, Waterworth ha iniziato il campionato con 6 reti nelle prime 5 partite. Grazie a una sua doppietta, il Glentoran ha vinto ai tempi supplementari la finale di Irish Cup 2012-2013 contro il Cliftonville.
Il 9 maggio 2013, il Glentoran ha comunicato sul suo sito ufficiale che Waterworth non avrebbe rinnovato con il club: successivamente i rivali cittadini del Linfield hanno ufficializzato la firma del giocatore per due anni. Al suo debutto assoluto con la nuova maglia, si è infortunato a una gamba ed è stato costretto a rimanere ai bordi del campo per circa due mesi. Ha terminato la stagione 2013-2014 con 22 gol in 31 presenze in campionato. Il 17 luglio 2014, una sua rete ha permesso al Linfield di celebrare con una vittoria la 100ª partita nelle coppe europee, in occasione del match interno contro gli svedesi dell'AIK.

## Palmarès

### Club
- Scottish First Division: 1

Hamilton Academical: 2007-2008
- Campionato nordirlandese: 6

Glentoran: 2008-2009
Linfield: 2016-2017, 2018-2019, 2019-2020, 2020-2021, 2021-2022
- Irish Cup: 3

Glentoran: 2012-2013
Linfield: 2016-2017, 2020-2021
- Irish Football League Cup: 2

Glentoran: 2009-2010
Linfield: 2018-2019
- County Antrim Shield: 2

Glentoran: 2010-2011
Linfield: 2013-2014

### Individuale
- Capocannoniere del campionato nordirlandese: 1

2015-2016 (22 gol, a pari merito con Paul Heatley)